# Dermea peckiana
Dermea peckiana är en svampart som först beskrevs av Rehm, och fick sitt nu gällande namn av Seaver 1951. Dermea peckiana ingår i släktet Dermea och familjen Dermateaceae.   Inga underarter finns listade i Catalogue of Life.